# Marcel Grün
Marcel Grün (20. listopadu 1946 Cheb – 2. listopadu 2020 Praha) byl český popularizátor kosmonautiky a astronomie a spisovatel. Přes 15 let působil jako ředitel Hvězdárny a planetária hlavního města Prahy.

## Biografie
Marcel Grün se zajímal o astronomii a astronautiku již od dětství. V patnácti letech začal pracovat jako demonstrátor ve Štefánikově hvězdárně. Vystudoval Fakultu strojní ČVUT a postgraduálně i pedagogiku. V 60. letech byl členem neoficiálního klubu SPACE, který sdružoval aktivní znalce tehdy vznikajícího oboru astronautiky.
V roce 1967 nastoupil do pražského planetária. Zde se dlouhodobě zabýval především astronautikou. Přispěl k růstu aktivit v tomto oboru i k mezinárodním úspěchům, jako byl studentský projekt Perun, který v roce 1979 zvítězil v mezinárodní studentské soutěži, nebo studie o sluneční plachetnici, která stejný úspěch zopakovala. V roce 2000 se stal ředitelem spojené organizace Hvězdárna a Planetárium hl. m. Prahy.
Působil v mnoha českých i mezinárodních organizacích spojených s astronomií nebo kosmonautikou. Řadu let například aktivně působil v České astronomické společnosti, kde byl vedoucím Astronautické sekce (do roku 2006). Byl[kdy?] členem Rady pro kosmické aktivity, poradního odborného orgánu Ministerstva školství, mládeže a tělovýchovy České republiky. V roce 2003 stál u zrodu České kosmické kanceláře, byl předsedou její dozorčí rady a také předsedou Sdružení hvězdáren a planetárií. V 70. a 80. letech minulého století úzce spolupracoval s československým fandomem.
V lednu 2018 slavnostně předal vedení Hvězdárny a planetária svému nástupci, Jakubu Rozehnalovi. Při této příležitosti mu primátorka Prahy Adriana Krnáčová předala čestné občanství města.

## Publikační činnost

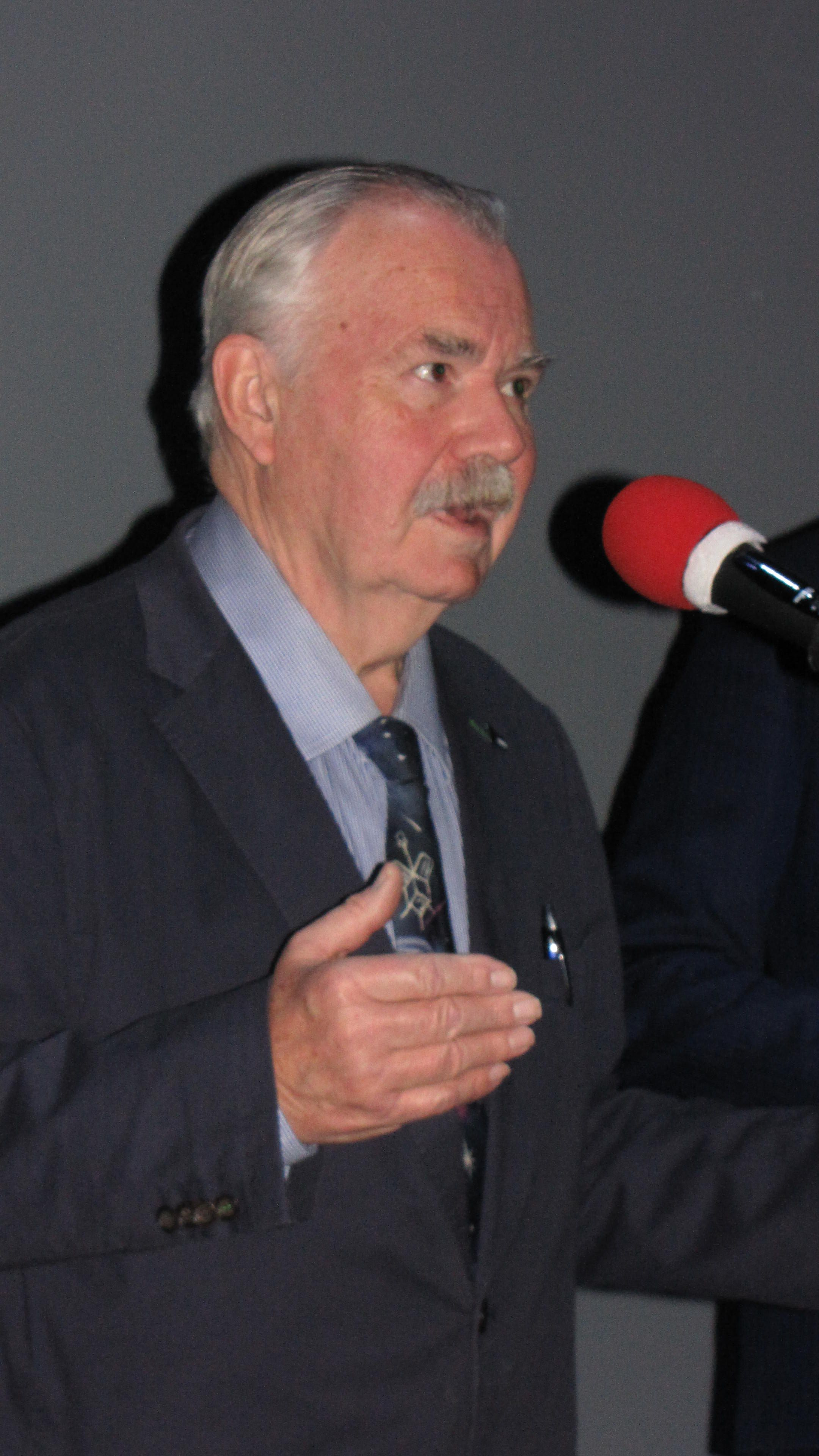
Ing. Marcel Grün při slavnostním předávání funkce ředitele Hvězdárny a Planetária hl.m. Prahy

Věnoval se zejména výuce a popularizaci astronomie a kosmického výzkumu. Sám, nebo ve spolupráci s dalšími autory sepsal řadu příruček, přehledů, encyklopedických hesel, scénářů k pořadům i diafilmům, učebnic, skript a pomocných textů pro učitele a pracovníky hvězdáren a planetárií. Mnohé práce jiných autorů, zejména zahraničních, opatřil obsáhlými doslovy. Pravidelně publikoval v novinách, časopisech a na internetu, spolupracoval s rozhlasem i televizí, přednášel pro veřejnost. Autorsky se podílel na vytváření databáze internetového Velkého katalogu družic a kosmických sond Space 40.
Je autorem, nebo spoluautorem těchto populárně vědeckých prací:
- Fantazie a skutečnost. In: Jules Verne: Ze Země na Měsíc. Mladá fronta, Praha 1979 (obsáhlý doslov)
- Kosmonautika: současnost a budoucnost. Horizont, Praha 1983
- Jurij Alexejevič Gagarin. Horizont, Praha 1984 (životopis)
- Mimozemské civilizace: mýtus nebo skutečnost? Horizont, Praha 1987 (ilustrace Kája Saudek)
- Je astrologie věda? Horizont, Praha 1990 (s ilustracemi Káji Saudka)
- Roboti na Marsu. Hvězdárna Valašské Meziříčí, 1997
- Piers Bizony: Řeky na Marsu: hledání vesmírných zdrojů života. Práh, Praha 1998 (obsáhlý dodatek k českému vydání knihy)
- Trialog o životě ve vesmíru. Eminent, Praha 2001 (spolu s Jiřím Grygarem a Stanislavou Ramešovou)
- Poslední muž na Měsíci, Konec začátku. In: Eugene Cernan, Don Davis: Poslední muž na Měsíci. Academia, Praha 2003 (obsáhlý doslov k českému vydání Cernanovy autobiografie; ve dvou kapitolách)
- Trialog o mimozemšťanech. Paseka, Praha – Litomyšl 2006 (spolu s Jiřím Grygarem a Stanislavou Ramešovou)

## Ocenění
- Planetka 10403 Marcelgrün objevená Janou Tichou a Milošem Tichým na Hvězdárně Kleť (1997).
- Čestná medaile Vojtěcha Náprstka za popularizaci vědy (2013).[10]
- Čestné občanství hlavního města Prahy (2018).